# Port lotniczy Kalabo
Port lotniczy Kalabo (IATA: KLB, ICAO: FLKL) – międzynarodowy port lotniczy położony w Kalabo, w Zambii.